# Усть-Путильская сельская община
Усть-Путильская сельская община (укр. Усть-Путильська сільська громада) — территориальная община в Вижницком районе Черновицкой области Украины.
Административный центр — село Усть-Путила.
Население составляет 5347 человек. Площадь — 157,5 км².
В соответствии с распоряжением Кабинета Министров Украины от 12 июня 2020 года, в состав общины вошла территория Мариничевского, Подзахарычевского, Ростоковского и Усть-Путильского сельских советов упразднённого Путильского района

## Населённые пункты
В состав общины входит 13 сёл:
- Усть-Путила
  - Бисков
  - Шпетки
- Мариничевский старостинский округ:
  - Бысков
  - Мариничи
  - Петраши
- Подзахарычевский старостинский округ:
  - Межброды
  - Подзахарычи
  - Хоровы
- Ростоковский старостинский округ:
  - Ростоки
  - Околена
  - Товарница
  - Ямы